# Quelque chose à cacher
Quelque chose à cacher est un roman de Dominique Barbéris publié le 23 août 2007 aux éditions Gallimard et ayant reçu le Prix des Deux Magots l'année suivante.

## Éditions
- Quelque chose à cacher, éditions Gallimard, 2007,  (ISBN 978-2-07-078575-9).